# Blanzac (Haute-Loire)
Blanzac ist eine französische Gemeinde mit 450 Einwohnern (Stand: 1. Januar 2022) im Département Haute-Loire in der Region Auvergne-Rhône-Alpes (vor 2016 Auvergne); sie gehört zum Arrondissement Le Puy-en-Velay und zum Kanton Saint-Paulien.

## Geografie
Blanzac liegt etwa acht Kilometer nordnordwestlich von Le Puy-en-Velay. Umgeben wird Blanzac von den Nachbargemeinden Saint-Paulien im Norden und Westen, Lavoûte-sur-Loire im Osten und Nordosten sowie Polignac im Süden.

## Bevölkerungsentwicklung
| Jahr                       | 1962 | 1968 | 1975 | 1982 | 1990 | 1999 | 2006 | 2011 | 2017 |
| Einwohner                  | 212  | 195  | 191  | 190  | 214  | 267  | 299  | 310  | 402  |
| Quellen: Cassini und INSEE |      |      |      |      |      |      |      |      |      |

## Sehenswürdigkeiten
- Kirche Saint-Jean-Baptiste
- Wegekreuz, Monument historique

## Persönlichkeiten
- Jean Boyer (* 1937), Politiker (NC), Bürgermeister von Blanzac (1971–1995)